# Pulsaciones (serie de televisión)
Pulsaciones, es una serie de televisión española de suspense. Se estrenó el 10 de enero de 2017 en la cadena Antena 3, finalizando el 14 de marzo del mismo año, y consta de una única temporada de 10 episodios, con trama cerrada. Está producida por Atresmedia, en colaboración con Globomedia.
Fue seleccionada por la agencia The WIT entre las ficciones internacionales más destacadas del MIPTV Media Market de 2016.

## Sinopsis
Narra la peligrosa investigación que llevará a cabo Álex (Pablo Derqui), un neurocirujano que se verá obligado a resolver las causas que rodean a la misteriosa muerte de un periodista de investigación, Rodrigo (Juan Diego Botto), cuyo corazón acabará salvando la vida del médico. De pronto, Álex experimentará en su cuerpo y como propias, vivencias, recuerdos y ensoñaciones de su donante, tras haberle sido trasplantado el órgano. En sus pesquisas, el neurocirujano estará acompañado por Lara, una joven periodista que pondrá todo su empeño en descubrir qué se esconde tras la muerte del que fue su mentor y amigo.

## Reparto
- Pablo Derqui - Alejandro "Alex" Puga Solano
- Leonor Watling - Blanca Jiménez Apalategui
- Ingrid Rubio - Marian Gala
- Meritxell Calvo - Lara Valle Carreras
- Juan Diego Botto - Rodrigo Ugarte Sanz
- Antonio Gil - Santiago Ariza
- Alberto Berzal - Héctor Yagüe
- Carolina Lapausa - Olga (ep 1-9)
- Fernando Sansegundo - Lorenzo Meyer (ep 1-2, 4, 6-8)
- Javier Lara - Carlos Meyer (ep 1-2, 4-10)
- Manel Dueso - César Ramos (ep 1-7, 9)
- Nacho Marraco - Guzmán (ep 1, 7-8)
- José Pedro Carrión - Gabriel Escudero (ep 1-6)
- Ana Marzoa - Gloria (ep 1, 3-4, 8)
- Cristina Marcos - Amalia Sigüenza (ep 1, 5-10)
- María Mercado - Mónica
- Aroa Madurga - Verónica Egea (ep 6-10)
- Naia Madurga - Verónica Egea (ep 6-10)
- Juan Blanco - Salas (ep 1, 3-10)
- Amparo Vega León - Madre de una chica desaparecida (ep 2, 4-8, 10)
- Martin Aslan - René (ep 1-4)
- Pere Brasó - Uribe (ep 6, 8-10)
- Ramón Esquinas - Óscar Vidal, amigo de Rodrigo (ep 8-10)
- María Morales - Madre de Verónica Egea (ep 8-10)
- Òscar Rabadan - Padre de Verónica Egea (ep 6-10)
- Samuel Serrato - Rubén ( ep 7-10)
- David Serrato  - Rubén ( ep 7-10)

## Capítulos
| N.º | Título                        | Dirigido por                | Escrito por                                                            | Fecha de emisión original | Audiencia         |
| --- | ----------------------------- | --------------------------- | ---------------------------------------------------------------------- | ------------------------- | ----------------- |
| 1   | «La memoria del corazón»      | Emilio Aragón               | Emilio Aragón, Carmen O. Carbonero y Francisco Roncal                  | 10 de enero de 2017       | 3 011 000 (17,1%) |
| 2   | «No estoy loco»               | David Ulloa                 | Emilio Aragón, Carmen O. Carbonero y Francisco Roncal                  | 17 de enero de 2017       | 2 515 000 (14,7%) |
| 3   | «El enemigo interior»         | David Victori               | Emilio Aragón, Carmen O. Carbonero y Francisco Roncal                  | 24 de enero de 2017       | 2 232 000 (13,9%) |
| 4   | «BN23»                        | Emilio Aragón               | Carmen O. Carbonero, Francisco Roncal y Adriana Rivas                  | 31 de enero de 2017       | 2 216 000 (13,1%) |
| 5   | «Mantenerse a flote»          | David Ulloa                 | Carmen O. Carbonero, Francisco Roncal, Ángela Obón y Ramón Tarrés      | 7 de febrero de 2017      | 1 913 000 (11,9%) |
| 6   | «Entrando en el laboratorio»  | David Victori               | Carmen O. Carbonero, Francisco Roncal, Adriana Rivas y JM Ruiz Córdoba | 14 de febrero de 2017     | 1 900 000 (12,1%) |
| 7   | «Verdades descubiertas»       | Emilio Aragón               | Carmen O. Carbonero, Francisco Roncal, Ángela Obón y Ramón Tarrés      | 21 de febrero de 2017     | 1 886 000 (11,7%) |
| 8   | «En búsqueda»                 | David Victori               | Carmen O. Carbonero, Francisco Roncal, Adriana Rivas y JM Ruiz Córdoba | 28 de febrero de 2017     | 1 824 000 (11,5%) |
| 9   | «Comienza la cuenta atrás»    | David Ulloa y Emilio Aragón | Carmen O. Carbonero, Francisco Roncal, Ángela Obón y Ramón Tarrés      | 7 de marzo de 2017        | 2 010 000 (12,5%) |
| 10  | «Álex decide cambiar su vida» | David Ulloa y Emilio Aragón | Carmen O. Carbonero y Francisco Roncal                                 | 14 de marzo de 2017       | 1 816 000 (11,4%) |

## Emisión internacional
En febrero de 2017 se confirmó que Walter Presents, servicio de vídeo bajo demanda de Channel 4, había adquirido los derechos de la serie para Reino Unido y Estados Unidos bajo el título Lifeline. Además Netflix ha adquirido sus derechos para América Latina.